# 條紋突吻鱈
條紋突吻鱈，為輻鰭魚綱鱈形目鼠尾鱈科的其中一種，分布於東南大西洋及印度洋海域，屬深海底棲性魚類，深度823-1738公尺，體長可達54公分，棲息在底層水域，生活習性不明。

## 扩展阅读
維基物種上的相關：條紋突吻鱈